# Samuele Bacchiocchi
Samuele R. Bacchiocchi (* 29. Januar 1938 in Rom; † 20. Dezember 2008 in Berrien Springs, Michigan) war ein italienischer adventistischer Theologe und Kirchenhistoriker.

## Leben
Samuele Bacchiocchi studierte Theologie am Newbold College der Siebenten-Tags-Adventisten im englischen Binfield sowie an der Andrews University der Adventisten in Berrien Springs, Michigan, USA. Er lehrte ab 1964 in Äthiopien Bibelkunde und Geschichte. Ab 1969 studierte er als erster Nichtkatholik an der Päpstlichen Universität Gregoriana in Rom und wurde 1974 mit der Arbeit From Sabbath to Sunday mit Auszeichnung (summa cum laude) promoviert.
1974 erhielt er einen Ruf an die Theologische Fakultät der Andrews University und lehrte Theologie und Kirchengeschichte. 2000 wurde er emeritiert.
Bacchiocchi veröffentlichte mehrere Bücher zu ethischen Themen der Siebenten-Tags-Adventisten, darunter 1992 das Werk Deine Zeit ist meine Zeit – Der biblische Ruhetag als Chance für den modernen Menschen (Divine Rest for Human Restlessness: A Theological Study of the Good News of the Sabbath for Today). Er war Herausgeber des adventistischen Endzeit-Themen-Newsletter.
Er war seit 1961 verheiratet und hatte drei Kinder. Er starb an den Folgen eines Leber- und Darmkrebsleidens.

## Werke (Auswahl)
- Samuele Bacchiocchi: Deine Zeit ist meine Zeit. Der biblische Ruhetag als Chance für den modernen Menschen. Hrsg.: Gemeinschaft der Siebenten-Tags-Adventisten. 1. Auflage. Gemeinschaft der Siebenten-Tags-Adventisten, Berlin 1984, DNB 890170657.